# 小行星15630
小行星15630（15630 Disanti）是一颗绕太阳运转的小行星，为主小行星带小行星。该小行星于2000年4月24日发现。

## 轨道参数
小行星15630的轨道半长轴为2.3263243 UA，离心率为0.114。